# Kenji Fukuda
Roberto Kenji Fukuda (Indiana, 14 de setembro de 1943 — 30 de março de 2021) foi um pintor e escultor brasileiro, mais conhecido como um representante do abstracionismo lírico.

## Biografia
Filho do imigrante japonês Tamotsu Fukuda, também pintor, começou a desenhar aos 12 anos de idade, sendo incentivado e orientado pelo pai. Fez sua primeira individual em Lins em 1963, já desencadeando repercussão crítica. Segundo Hélio Carneiro, "os críticos já viam no jovem a chama do gênio". No início da sua carreira trabalhou com a figuração, especialmente paisagens e naturezas-mortas, recebendo a influência da obra do pai e da propaganda comercial. Trabalhou em agências de propaganda, o que foi-lhe útil para aprimorar sua técnica. Em 1979 recebeu o troféu O Gladiador do SENAC como destaque do ano.
A partir de 1981 passou a se dedicar ao abstracionismo informal, mesclando manchas e formas geométricas, e consolidou uma linguagem pessoal no início da década de 1990 na vertente do abstracionismo lírico. Segundo o crítico Mário Margutti, a pintura de Fukuda "é nitidamente orientalista, marcada pela espontaneidade expressiva, técnica apurada, economia de elementos plásticos, uso das cores com sábia emoção e procura de uma atmosfera metafísica, transcendente".
Em 1988 foi um dos pintores incluídos em uma mostra comemorativa dos 80 anos da imigração japonesa no Brasil, organizada pela Fundação Mokiti Okada e o Rio Design Center. Nesta época também expôs em Berlim (1985), Paris (1989) e Los Angeles (1990). Fez mais de vinte exposições individuais em vários estados brasileiros.
No fim da década de 1980, segundo matérias no Jornal do Brasil e na Revista Manchete, já tinha um reconhecimento nacional e internacional, tendo feito muitas exposições e conquistado um mercado fiel, além de colocar obras suas no acervo de museus importantes como o Museu de Arte Moderna do Rio de Janeiro, o Museu de Arte Brasileira da Fundação Armando Álvares Penteado e o Museu de Arte de São Paulo.
No início de sua projeção o crítico e curador de Bienais Carlos von Schmidt disse que "sem alarde, exibicionismo ou espalhafato, Fukuda reformulou, com seu abstracionismo lírico, com sua geometria sensível, conceitos abstratos há muito arraigados, estratificados. Sua contribuição à pintura abstrata contemporânea é como uma lufada de ar fresco em tarde de verão. Mais do que bem vinda". Segundo Vilma Homero, "vinte e seis anos mais tarde, coordenando a primeira individual do artista nissei no Rio de Janeiro, Carlos está convencido de que a lufada a que se referiu tanto tempo atrás se transformou em vendaval. Os vinte acrílicos sobre tela da produção recente do pintor paulista, [...] em seus verdes, azuis e vermelhos, atingem, no entender do crítico, 'um abstrato de expressividade única'."
Na década de 1990 passou a se interessar também pela escultura, realizando sua primeira exposição individual nesta técnica em 1995 na Galeria Skultura de São Paulo. Suas obras tridimensionais, em latão ou bronze, seguiam na linha estética desenvolvida nas suas pinturas. O artista falou sobre essa mudança: "Quem já me conhece como pintor e vir uma escultura minha é capaz de me reconhecer. O que fiz foi realmente uma transferência. Evidencio nas esculturas as características que marcam meu trabalho: a harmonia das cores e a sensibilidade. Este lado vai permanecer sempre".
É de sua autoria o Monumento em Homenagem ao Pan Rio 2007, erguido no Rio de Janeiro, marcando a 15ª edição dos Jogos Pan-Americanos. A escultura é considerada por críticos de arte como uma das mais elaboradas do país. A obra é formada por um globo terrestre sustentado por atletas representando as modalidades da competição, acima desses corpos, está uma revoada de pombas; a escultura possui 15 metros de altura e cinco toneladas. Segundo o jornalista Mário Margutti: trata-se de um exemplo da liberdade de expressão plástica dos artistas contemporâneos. Ela passa uma mensagem composta por signos diversos, como paz, terras brasileiras e pureza dos atletas. Embora tenha se dedicado exclusivamente à linguagem abstracionista, nos últimos anos, tanto no campo da pintura como no da escultura, Fukuda optou por criar uma peça mais acessível ao grande público "Por isso, os corpos dos atletas que estão na parte inferior da escultura são figurativos e realistas, traduzindo a vontade do artista de expressar o vigor físico e as atitudes que marcam o empenho dos campeões"
Morreu em 2021, aos 77 anos, quando se recuperava de um procedimento médico.